# Cametá

Cametá este un oraș în Pará (PA), Brazilia.